# Barnisław (przystanek kolejowy)
Barnisław – zlikwidowany wąskotorowy przystanek kolejowy w Barnisławiu na linii kolejowej Casekow Ldb. – Pomorzany Wąskotorowe, w powiecie polickim, w województwie zachodniopomorskim, w Polsce.